# Chengnan (köping i Kina, Shandong)
Chengnan (kinesiska: 城南镇, 城南) är en köping i Kina. Den ligger i provinsen Shandong, i den östra delen av landet, omkring 85 kilometer öster om provinshuvudstaden Jinan. Antalet invånare är 31 105. Befolkningen består av 15 923 kvinnor och 15 182 män. Barn under 15 år utgör 14,0 %, vuxna 15-64 år 75 %, och äldre över 65 år 10,0 %.
Genomsnittlig årsnederbörd är 818 millimeter. Den regnigaste månaden är juli, med i genomsnitt 300 mm nederbörd, och den torraste är januari, med 6 mm nederbörd.